# DVK Gent
DVK Gent was een Belgische voetbalclub uit Gent. De club was aangesloten bij de KBVB met stamnummer 8563 speelde meer dan een decennium op het hoogste niveau van het Belgisch damesvoetbal.

## Geschiedenis
De club sloot zich als VK Tijl Dames Sint-Amandsberg (uit Sint-Amandsberg) op 1 juni 1977 aan bij de Belgische voetbalbond. Bij de invoering van de tweede nationale klasse in het Belgische damesvoetbal in 1981/82 trad Sint-Amandsberg daar aan. De ploeg werd er meteen derde op amper twee punten van kampioen VC Terheide en promoveerde naar Eerste Klasse. De club wist er zich te handhaven. In 1983 werd de naam gewijzigd in DVK Gent. In 1984 fusioneerde men met Dames Evergem Center.
DVK Gent bleef zich de volgende jaren handhaven in de middenmoot van Eerste Klasse. Het beste resultaat was een vijfde plaats in 1988. Daarna begon echter de terugval, tot men in 1991 als voorlaatste eindigde. Na een decennium in Eerste Klasse zakte men terug naar Tweede.
In Tweede Klasse bleef Gent nog bij de beteren. De eerste twee seizoenen eindigde men telkens als tweede in de reeks, en in 1994 won DVK Gent opnieuw zijn reeks en zo promoveerde men opnieuw naar Eerste Klasse. Die terugkeer was echter weinig succesvol en twee jaar later eindigde men daar afgetekend op een laatste plaats. De ploeg had in 1995/96 geen enkele competitiewedstrijd weten te winnen en had amper drie punten gehaald. DVK Gent zakte opnieuw naar Tweede Klasse.
Ook in Tweede Klasse ging het verder bergaf en in 1998/99 gaf de club daar algemeen forfait. De club werd uiteindelijk geschrapt in de zomer van 1999. De speelsters stapten over naar KFCO Gent.